# 通津铺镇
通津铺镇，是中华人民共和国湖南省张家界市慈利县下辖的一个乡镇级行政单位。

## 行政区划
通津铺镇下辖以下地区：
后溪峪社区、市场河社区、通津铺社区、燕子社区、风洞村、长峪铺村、水井村、水淌村、河井村、柳子泉村、二吾台村、渔泉村、竹叶坪村、锁坪村、星峪村、月塌村、千步村、葵花台村、陈坪村、通津铺泗虎坪村、通津铺赵家坪村、氽湖村、坪山村、苗山村、黄岗村、花合村和九岭村。